# 癸二酸
癸二酸（英語：Sebacic acid），结构简式HOOC(CH2)8COOH。

## 性质
白色片状结晶。微溶于水，溶于乙醇、乙醚。可燃。基本无毒，但生产原料甲酚有毒。存放时避免与液酸和碱接触，於阴凉通风处贮存，防火防潮。

## 制备
蓖麻油在碱存在下加热水解产生蓖麻油酸钠皂，再加硫酸酸化生成蓖麻油酸。然后，在稀释剂甲酚存在下将蓖麻油酸与碱混合物加热至260～280°C进行裂解，得到癸二酸二钠、2-辛醇和氢气。产物用水稀释，并加酸加热使癸二酸二钠转化为单钠盐，再经活性炭脱色、煮沸加酸、分离析出的癸二酸结晶以及干燥，得到癸二酸成品。
由於中國目前是全世界第二大的蓖麻油出產國，當地亦是全世界最大的癸二酸出產國。

## 用途
用于制取癸二酸酯类增塑剂，例如制癸二酸二丁酯、癸二酸二辛酯、癸二酸二甲酯、癸二酸二异丙酯和癸二酸二壬酯等，这一类产物广泛用于聚氯乙烯、聚酯树脂、醇酸树脂和聚酰胺模塑树脂中，因具有低毒和耐高温的特点而常用于特殊用途的树脂中。
癸二酸也用作尼龙模塑树脂的生产原料，由它制成的尼龙模塑树脂具有韧性高、吸湿性低的特点。此外癸二酸也是耐高温润滑油的原料。
在潤滑油產業亦可做為表面活性劑，以及加入油品配方以增加油品對金屬的防鏽特性。